# Адзанело
Адзанѐло (на италиански: Azzanello, на местен диалект: Sanel, Санел) е село и община в Северна Италия, провинция Кремона, регион Ломбардия. Разположено е на 68 m надморска височина. Населението на общината е 640 души (към 2016 г.).